# Asociación de Productores Fonográficos de Venezuela
Asociacion de Productores Fonograficos de Venezuela ou APFV é uma empresa oficial que representa as indústrias fonográficas no Venezuela. É também associada ao IFPI.